# 히든패스 엔터테인먼트
히든패스 엔터테인먼트(영어: Hidden Path Entertainment, Inc.)는 미국의 비디오 게임 개발사로 미국, 워싱턴주, 벨뷰에 본사를 두고있다. 2006년 마이크 오스틴(영어: Michael Austin), 짐 가바리니(영어: Jim Garbarini), 데이브 맥코이(영어: Dave McCoy), 제프 팝스트(영어: Jeff Pobst), 마크 테라노(영어: Mark Terrano)에 의해 설립되었다.
2008년에는 히든패스 엔터테인먼트의 첫번째 오리지널 타이틀인 디펜스 그리드: 디 어웨이킹(영어: Defense Grid: The Awakening)
이 PC로 발매되었으며 2009년에는 엑스박스 버전으로 발매되었다. 디펜스 그리드: 디 어웨이킹은 발매일부터 50만장이 넘는 게임이 판매되었고 히든패스 엔터테인먼트는 큰 지지를 받게되었다. 2009년에는 히든패스 엔터테인먼트이 밸브 코퍼레이션과 함께 2004년 첫 출시 이후에 비평가들의 극찬을 받은 카운터-스트라이크: 소스를 업데이트하기 위해 같이 일하게 되었다.
히든패스 엔터테인먼트는 밸브 코퍼레이션과 함께 개발한 카운터-스트라이크 프랜차이즈의 새로운 작품인 카운터-스트라이크: 글로벌 오펜시브를 미국 PAX(Penny Arcade Expo) Prime 2011에서 처음 공개했고, 2012년 8월 2일에 마이크로소프트 윈도우, OS X, 리눅스, 플레이스테이션 3 (플레이스테이션 네트워크) 그리고 엑스박스 360 (엑스박스 라이브 마켓플레이스)으로 발매하였다.
최근 추세에 따라 히든패스 엔터테인먼트는 기존 시리즈 게임들을 재탐색하여 2013년에 에이지 오브 엠파이어 2 HD를 스팀에 발매하였다. 에이지 오브 엠파이어 2는 1999년에 마이크로소프트와 앙상블 스튜디오가 제작한 게임이다.

## 발매한 비디오 게임 리스트
| 년도 | 제목                               | 플랫폼 | 플랫폼 | 플랫폼 | 플랫폼 | 플랫폼 | 플랫폼 | 플랫폼 |
| 년도 | 제목                               | LIN    | MAC    | WIN    | PS3    | PS4    | X360   | XONE   |
| ---- | ---------------------------------- | ------ | ------ | ------ | ------ | ------ | ------ | ------ |
| 2008 | 디펜스 그리드: 디 어웨이킹         | 아니요 | 예     | 예     | 아니요 | 아니요 | 예     | 아니요 |
| 2012 | 카운터-스트라이크: 글로벌 오펜시브 | 예     | 예     | 예     | 예     | 아니요 | 예     | 아니요 |
| 2013 | 에이지 오브 엠파이어 2 HD          | 아니요 | 아니요 | 예     | 아니요 | 아니요 | 아니요 | 아니요 |
| 2014 | Windborne                          | 아니요 | 아니요 | 예     | 아니요 | 아니요 | 아니요 | 아니요 |
| 2014 | 디펜스 그리드 2                    | 예     | 예     | 예     | 아니요 | 예     | 아니요 | 예     |
| TBA  | 크로마                             | 예     | 예     | 예     | 아니요 | 아니요 | 아니요 | 아니요 |